# Przydatki Gołaszewskie
Przydatki Gołaszewskie – wieś w Polsce położona w województwie kujawsko-pomorskim, w powiecie włocławskim, w gminie Kowal.
W latach 1975–1998 miejscowość administracyjnie należała do województwa włocławskiego. Według Narodowego Spisu Powszechnego (III 2011 r.) liczyła 255 mieszkańców. Jest siódmą co do wielkości miejscowością gminy Kowal.
Do 1954 w granicach miasta Kowala.